# Chrysostomos II. (Athen)

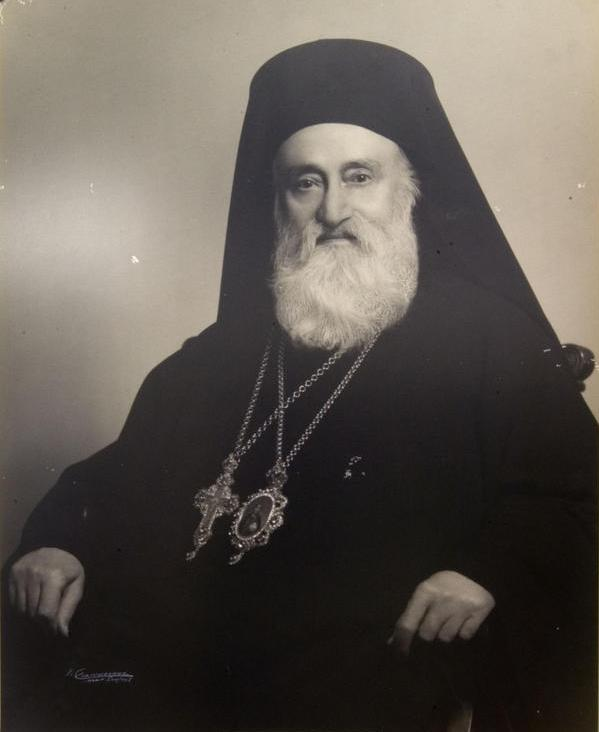
Chrysostomos II.

Chrysostomos II. (griechisch Αρχιεπίσκοπος Χρυσόστομος Β΄; * 1880 in Aydın; † 9. Juni 1968), weltlicher Name Themistoklis Chatzistavrou  (Θεμιστοκλής Χατζησταύρου) war von 1962 bis 1967 Erzbischof von Athen und ganz Hellas.

## Leben
Themistoklis wurde 1880 in Aydin (Tralleis) geboren. Im Alter von 17 Jahren versuchte er mit Freunden, am Kampf der griechischen Armee gegen die osmanische Herrschaft teilzunehmen. Er beendete das Gymnasium auf Samos und absolvierte 1902 die Theologische Hochschule auf Chalkis. Im gleichen Jahr wurde er Diakon. Ab 1906 studierte er Jura an der Universität Lausanne.
Er wurde Archidiakon in der Metropolie Smyrna. Dort nahm er aktiv am Befreiungskampf in Makedonien teil. Für seine Aktivitäten wurde er in Saloniki zu vier Jahren Haft verurteilt. Er konnte jedoch fliehen. 1908 konnte er nach einer allgemeinen Amnestie der jungtürkischen Machthaber zurückkehren. 1910 beendete er sein Studium in Lausanne.
Am 26. Dezember 1910 wurde er Bischof von Tralleis und Vikar des Metropoliten von Smyrna. Am 16. März 1913 wurde er Metropolit von Philadelphia. Er wurde in der folgenden Zeit für seine politischen Aktivitäten zum Tode verurteilt, später begnadigt.

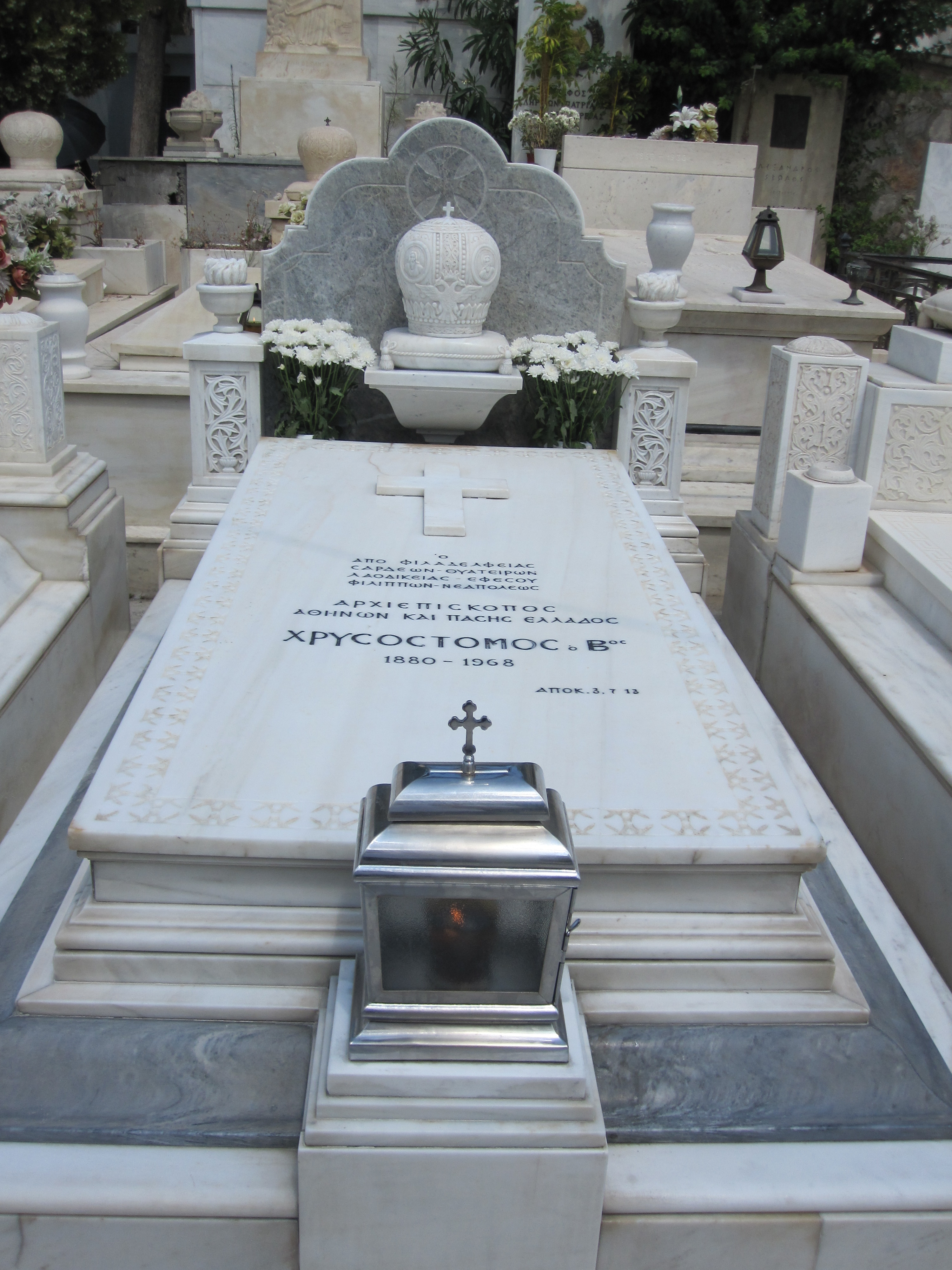
Grab von Chrysostomos in Athen

Am 19. Februar 1922 wurde er Metropolit von Ephesos. Im selben Jahr ging er nach Griechenland und wurde am 5. Februar 1924 Metropolit von Rhodos. Am 30. August 1924 wurde er Metropolit von Veroia, wo er sich auch um die zahlreichen griechischen Flüchtlinge aus Kleinasien kümmerte. Am 7. Oktober wurde er erster Metropolit von Philippi.
1961 saß er dem 1. Allorthodoxen Versammlung von Rhodos vor. Am 14. Februar 1962 wurde er Erzbischof von Athen und ganz Hellas. Am 11. Mai 1967 wurde er auf Druck der neuen politischen Führung in Athen abgesetzt.
Am 9. Juni 1968 starb er. Er ist auf dem Ersten Athener Friedhof begraben.
| Vorgänger    | Amt                                                  | Nachfolger    |
| ------------ | ---------------------------------------------------- | ------------- |
| Iakovos III. | Erzbischof von Athen und ganz Griechenland 1962–1967 | Hieronymus I. |

| Personendaten    | Personendaten                                                          |
| ---------------- | ---------------------------------------------------------------------- |
| NAME             | Chrysostomos II.                                                       |
| ALTERNATIVNAMEN  | Chatzistavrou, Themistoklis (Geburtsname); Χρυσόστομος Β΄ (griechisch) |
| KURZBESCHREIBUNG | griechischer Geistlicher, Erzbischof von Athen und ganz Hellas         |
| GEBURTSDATUM     | 1880                                                                   |
| GEBURTSORT       | Aydın                                                                  |
| STERBEDATUM      | 9. Juni 1968                                                           |